# Larunda molitor
Larunda là một chi bướm đêm thuộc họ Sphingidae, chỉ chứa 1 loài, Larunda molitor, phân bố ở savan mở và vùng khô cằn khắp châu Phi nhiệt đới.
Sải cánh chúng 80–93 mm.